# Rudolf Bekink

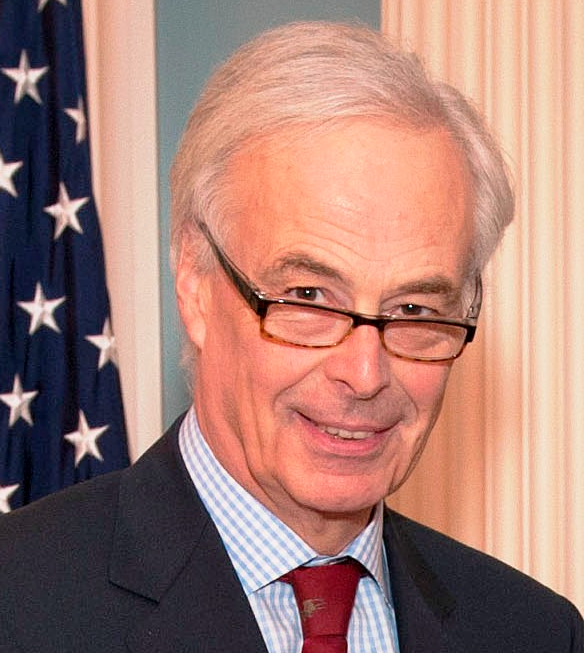
Rudolf Bekink (2012)

Rudolf Simon Bekink (* 30. September 1950 in Assen) ist ein niederländischer Diplomat a. D.

## Leben
Rudolf Bekink wurde 1950 in Assen geboren und absolvierte bis 1974 ein Wirtschaftsstudium an der Universität Groningen. 1976 begann er für das niederländische Außenministerium zu arbeiten, mit Auslandsaufenthalten in Griechenland und Angola. 1986 bis 1989 war er Geschäftsträger in Ghana, 1989 bis 1992 übernahm er erneut Aufgaben im Ministerium und 1992 bis 1997 war er stellvertretender Ständiger Vertreter der Niederlande bei der OECD in Paris. 1997 bis 2000 war er Protokollchef im Außenministerium und war u. a. für Staatsbesuche in den Niederlanden verantwortlich.
Ab 2000 übernahm er die Leitung einer Reihe niederländischer Auslandsvertretungen: von 2000 bis 2004 in Stockholm, von 2004 bis 2008 in Brüssel, von 2008 bis 2012 in Peking und 2012 bis 2015 in Washington, D.C.
Rudolf Bekink ist mit der US-amerikanischen Geschäftsfrau Gabrielle de Kuyper verheiratet und hat drei erwachsene Söhne.